# Grancia (Zwitserland)
Grancia is een gemeente en plaats in het Zwitserse kanton Ticino, en maakt deel uit van het district Lugano.
Grancia telt 391 inwoners.